# Michail Chmjal'nicki
Michail Chmjal'nicki, accreditato come Mikhayil Khmelnitskiy dalla IAAF (in bielorusso Міхаіл Хмяльніцкі?; 24 luglio 1969), è un ex marciatore bielorusso, fino al 1991 sovietico.

## Palmarès

### Mondiali
- 1 medaglia:
  - 1 bronzo[1] (Atene 1997 nella marcia 20 km)

### Mondiali Under 20
- 1 medaglia:
  - 1 bronzo[2] (Sudbury 1988 nella marcia 10 km)